# Kik Messenger
Kik Messenger er en chat-software primært beregnet til blandt andet smartphones.